# Comuna de Władysławów
Władysławów (polaco: Gmina Władysławów) é uma gminy (comuna) na Polónia, na voivodia de Grande Polónia e no condado de Turecki. A sede do condado é a cidade de Władysławów.
De acordo com os censos de 2004, a comuna tem 7763 habitantes, com uma densidade 85,6 hab/km².

## Área
Estende-se por uma área de 90,71 km², incluindo:
- área agrícola: 66%
- área florestal: 21%

## Demografia
Dados de 30 de Junho 2004:
|                      | Total   | Total | Mulheres | Mulheres | Homens  | Homens |
| -------------------- | ------- | ----- | -------- | -------- | ------- | ------ |
|                      | pessoas | %     | pessoas  | %        | pessoas | %      |
| População            | 7763    | 100   | 3917     | 50,5     | 3846    | 49,5   |
| Densidade (pop./km²) | 85,6    | 100   | 43,2     | 43,2     | 42,4    | 42,4   |

De acordo com dados de 2002, o rendimento médio per capita ascendia a 1412,87 zł.

## Comunas vizinhas
- Brudzew, Kościelec, Krzymów, Tuliszków, Turek